# كارل غوستاف برنهارد
كارل غوستاف برنهارد (بالسويدية: Carl Gustaf Bernhard)‏ هو طبيب سويدي، ولد في 28 أبريل 1910 في Jakob and Johannes parish ‏ في السويد، وتوفي في 13 يناير 2001 في أبرشية ليدينيو ‏ في السويد.